# Ampedus amicus
Ampedus amicus is een keversoort uit de familie kniptorren (Elateridae). De wetenschappelijke naam van de soort is voor het eerst geldig gepubliceerd in 1970 door Gurjeva & Dolin.